# Eventos silenciosos

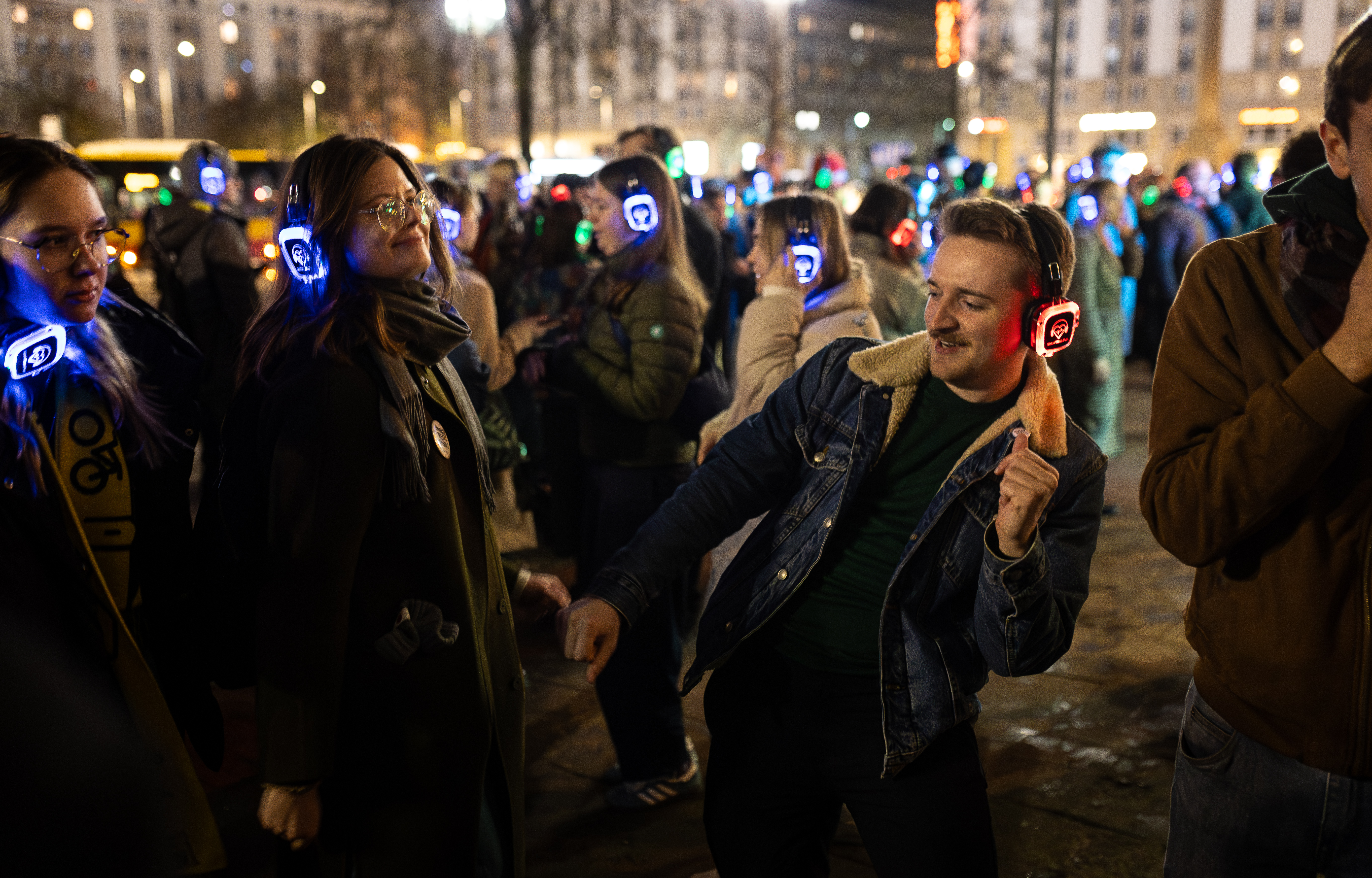
Varsovia (2024)

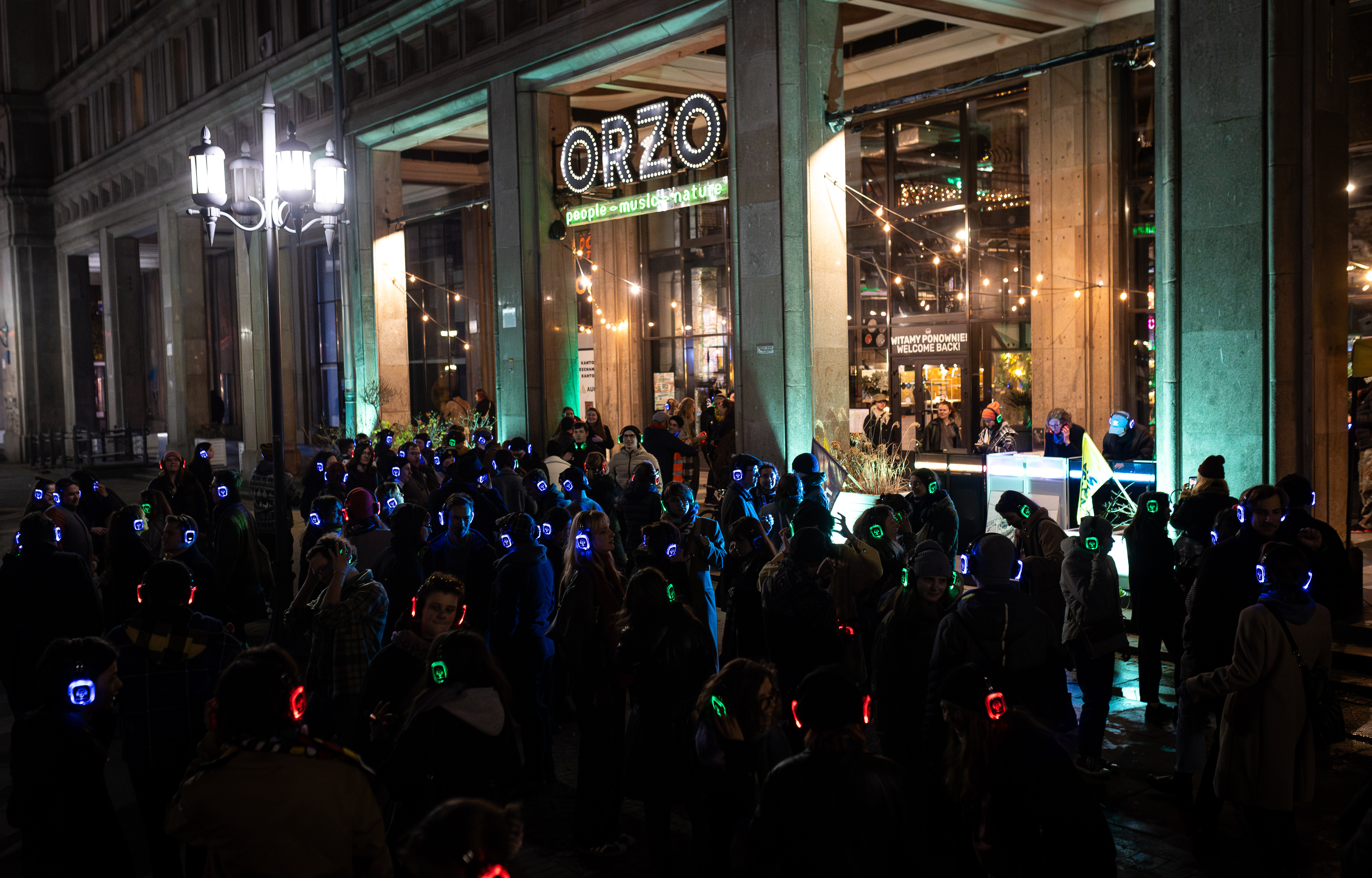
Varsovia (2024)

Un evento silencioso es un acontecimiento relacionado con el ocio en el que el elemento auditivo se percibe a través de auriculares. Normalmente el sonido se transmite mediante un transmisor de ondas de radio, aunque a veces son los participantes de los eventos los que llevan su propio reproductor de audio.

## Historia
Aunque la idea de una multitud que baila con auriculares se ha puesto en práctica muy recientemente, el concepto en sí es más antiguo. Probablemente una de las primeras ocasiones en la que se representó a un grupo de personas llevando auriculares durante una fiesta fue en la película finlandesa de ciencia ficción Ruusujen Aika (El tiempo de las rosas), de 1969.
En la década de 1980 apareció lo que podría considerarse la antesala de este movimiento; la gente se reunía de forma espontánea para bailar y escuchar música con sus propios auriculares. Este concepto también fue utilizado por ecoactivistas durante los primeros años de la década de 1990 en fiestas al aire libre: escuchaban la música a través de auriculares para minimizar la contaminación acústica.
En Europa, Xyko Sa fue el encargado de transportar esta moda del silencio desde Róterdam hasta Londres y, posteriormente, hasta Berlín, donde tuvo una gran acogida en zonas como el distrito de Kreuzberg. En mayo de 2000, la BBC Live Music organizó una concierto silencioso en el Chapter Arts Centre de Cardiff, en el que la audiencia escuchó al grupo Rocketgoldstar y a varios DJ a través de auriculares. Esta fue la primera ocasión que tuvo el público de experimentar música en directo a través de auriculares gracias a la tecnología de los eventos silenciosos.
La primera vez que se organizó un evento silencioso en España fue en Málaga en el año 2006. Meses después se fundó una empresa dedicada a este tipo de eventos, que organizó fiestas en todo el país. Se dieron a conocer en las terrazas de Mallorca. La empresa quería conseguir, mediante los auriculares, que la gente permaneciese allí hasta la hora de cierre de los bares (las tres de la mañana), ya que a partir de medianoche no podían poner música. A partir de este momento, el movimiento empezó a expandirse por el país.
Más adelante, la misma empresa llevó a cabo una experiencia piloto, con 150 asistentes provistos de auriculares, en la discoteca Palladium. En este evento se daba importancia al hecho de que cada cual podía regular el volumen de la música a su gusto, ya que con un ruido de 250 decibelios continuado, el habitual en las discotecas convencionales, el órgano que recibe el sonido (cóclea) puede quedar dañado y no percibir los sonidos agudos.
En el año 2010, en la decimosexta edición del Festival Internacional de Benicàssim, se instaló como novedad una carpa cerrada en la que el público podía elegir entre dos DJ, que pinchaban a través de dos canales distintos, gracias a los auriculares que se proporcionaban al entrar en el recinto. Este mismo año, también se estrenó la obra Our Broken Voice, del artista Duncan Speakman, en un centro comercial. En esta representación se pidió a los asistentes que se descargaran un archivo en MP3 y que lo escucharan con sus auriculares.
En el año 2011, se instaló en la plaza de Chueca, en Madrid, un escenario en el que la música se retransmitía por una emisora de radio que los asistentes podían sintonizar desde sus reproductores de música. Ese mismo año, llegó a Chile la moda de las discotecas silenciosas; la primera discoteca en organizar un evento de este tipo fue el Centro Cultural Amanda, en Santiago de Chile.
Debido al aumento del interés por este concepto, recientemente ha crecido el número de empresas que organizan fiestas y que suministran auriculares para distintos eventos. Al abarcar un número de eventos tan grande (desde festivales y fiestas hasta bodas y fiestas empresariales), su popularidad ha aumentado tanto que incluso algunas empresas se han planteado comercializar "kits" domésticos.

## Tipos de eventos

### Discoteca silenciosa

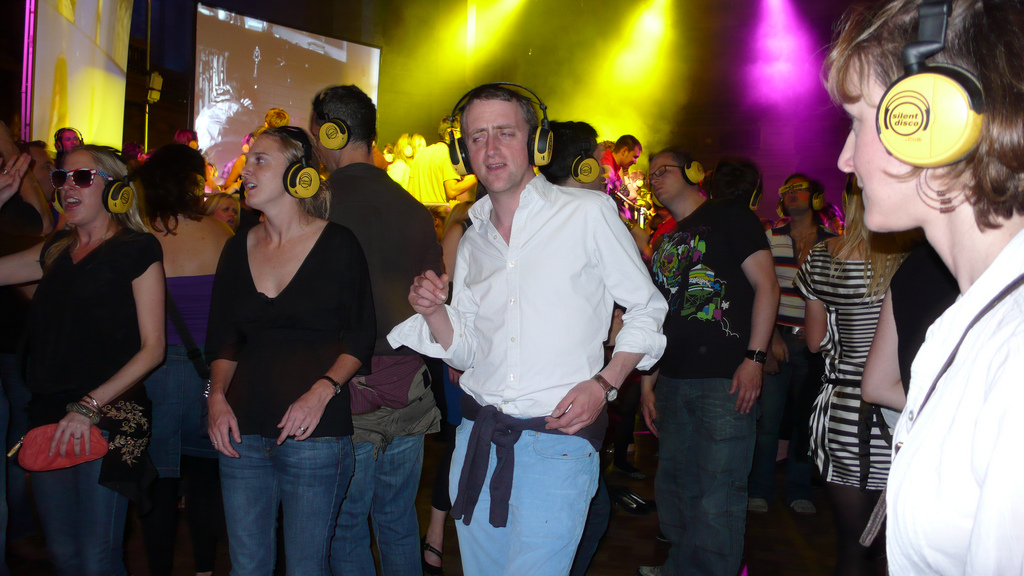
Club en el que se está llevando a cabo una fiesta de discoteca silenciosa.

La discoteca silenciosa designa un tipo de discoteca en la que los asistentes bailan mientras escuchan la música a través de auriculares inalámbricos con luces LED. Se diferencian de las discotecas convencionales por reproducir la música mediante un transmisor de ondas de radio cuya señal llega a los auriculares que llevan los asistentes, en vez de utilizar altavoces. Aquellos que no llevan los auriculares no pueden escuchar la música, lo que produce el efecto de una sala llena de gente bailando en silencio. En estas salas es frecuente la presencia de dos DJ que compiten por acaparar más oyentes, ya que estos pueden sintonizar el canal que prefieren. Las discotecas silenciosas son frecuentes en festivales de música, ya que el público puede seguir bailando sin que el festival entre en conflicto con las ordenanzas contra el ruido (véase Conciertos).

### Mobile clubbing
El mobile clubbing es otro tipo de evento silencioso en el que los asistentes se reúnen en un lugar público y bailan con la música que escuchan a través de unos auriculares desde sus propios reproductores de audio portátil, como un reproductor MP3, un iPod o un teléfono móvil.

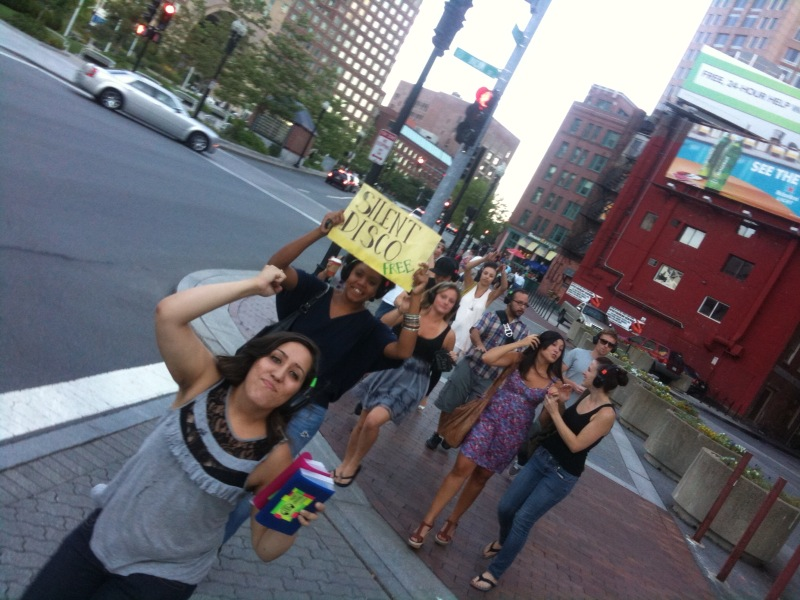
Grupo de personas en un mobile clubbing.

Se trata de un tipo de flashmob silencioso en el que pueden participar desde un número reducido de personas hasta grupos muy numerosos que transforman los espacios públicos en salas de baile temporales en las que cada uno escucha su propia lista de reproducción. Estos eventos se organizan a través de las redes sociales como Facebook, el correo electrónico, el teléfono móvil, el boca a boca o una combinación de estos métodos.
El primer mobile clubbing tuvo lugar en septiembre de 2003, en la estación Liverpool Street de Londres, y fue organizado por dos jóvenes artistas londinenses, Ben Cummins y Emma Davis. Participaron menos de diez personas y duró unos quince minutos. Según estos artistas, el mobile clubbing es una actividad individual, distinta a los flashmobs, que son actividades en grupo. Con el mobile clubbing se rompen las reglas implícitas de los espacios públicos, ya que se realiza en un lugar de este tipo y se incluye en la vida diaria una actividad que habitualmente está reservada a otros momentos y otros espacios.
Tras ese primer mobile clubbing, en los meses posteriores se organizaron otros, como por ejemplo el que se dio en las estación londinense de Waterloo en octubre de 2004. Estos eventos se siguieron realizando en los años siguientes, y a finales de 2008 ya se habían realizado en más de veinte en lugares similares de Londres, la mayoría en estaciones de trenes u otros espacios públicos que permitieran una danza expresiva, ocupando todo el espacio posible, y una dispersión rápida.
Uno de los eventos con más participantes y mayor duración fue el que tuvo lugar en 2007 en la estación Victoria de Londres. El evento tuvo unos 4000 participantes y fue disuelto por la policía dos horas después de empezar. Estos eventos se han expandido y realizado en otras ciudades del mundo como Nueva York, Shanghái, Berlín, Viena y Buenos Aires.
Algunas empresas, como Apple, se han interesado por este tipo de evento y también por la discoteca silenciosa. La empresa ve como aspectos negativos que el mobile clubbing sea exclusivamente individual y en la discoteca silenciosa los asistentes no puedan elegir la música, ya que lo hace el DJ. Por eso están desarrollando una herramienta para “coordinar una experiencia musical entre un grupo de individuales por separado”.
También otra empresa de electrónica muy conocida, Sony, organizó un flashmob silencioso en un cine para promocionar un nuevo reproductor mp3.

### Conciertos
Un concierto silencioso es una actuación musical en directo en la que el público asistente escucha la música a través de auriculares.
Erik Minkinnen, un músico de París dedicado al género electrónico, es el pionero en esta modalidad. En 1997 retransmitió en directo por internet un concierto que estaba dando en su armario. Se considera que este es el primer concierto silencioso, pese a que no se desarrolló como lo hacen normalmente este tipo de eventos. Dos años después repitió la iniciativa, en este caso con un público más numeroso, que le escuchaba a través de auriculares.
Aunque el director de Silent Arena, Kyron Russ, haya afirmado que el primer concierto de este tipo tuvo lugar en 2005, en realidad fue el 20 de marzo de 1999, en el festival South by Southwest de Austin, Texas. El grupo estadounidense de rock alternativo The Flaming Lips empleó un generador de señales FM y repartió mini receptores y auriculares a cada persona del público. Asimismo, se emplearon altavoces convencionales para que se pudieran percibir las vibraciones del sonido.
En los últimos años los conciertos de esta modalidad han ido ganando popularidad, aunque en algunos casos ha habido problemas por culpa de baterías descargadas o por personas que se encontraban en estado de embriaguez y no eran capaces de sintonizar la frecuencia adecuada. Se emplean transmisores de tres canales especialmente diseñados para tal fin, propios y hechos a medida. No se utilizan altavoces ni instrumentos electrónicos tales como sintetizadores, ya que la tecnología ha avanzado mucho en este campo.
Entre los eventos más destacados encontramos el Shift Festival de Suiza (2010), el Sensoria 2012 en Sheffield y, más recientemente, el concierto que dio Metallica en la Antártida el 8 de diciembre de 2013.

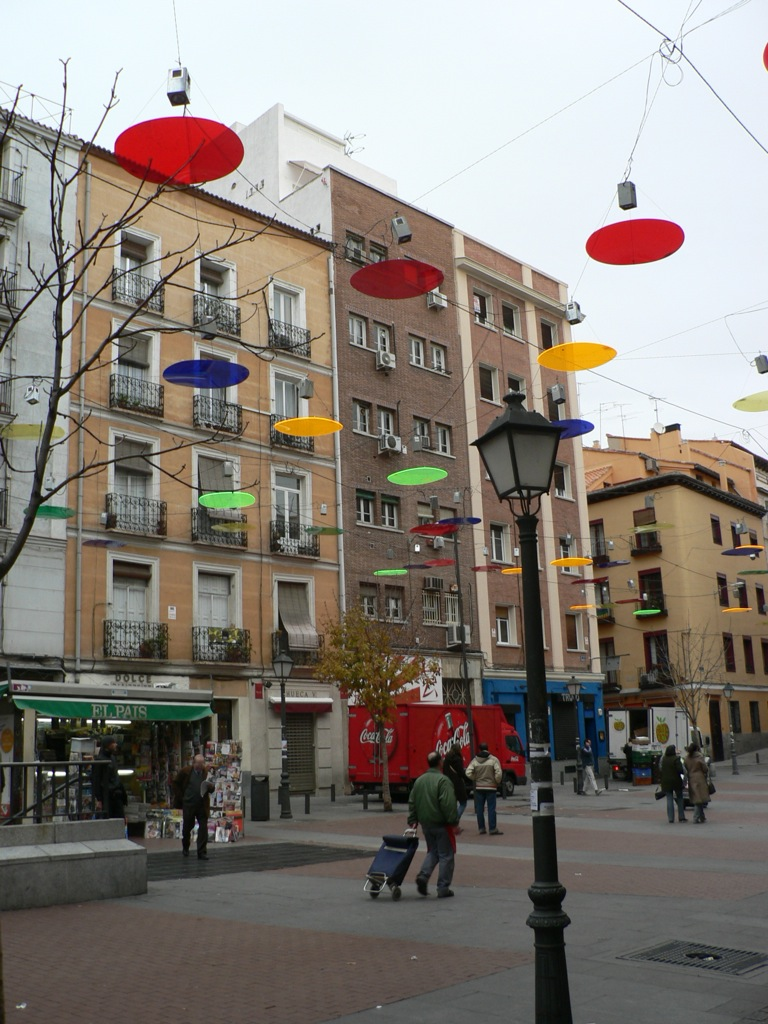
Plaza de Chueca.

En España, los eventos más conocidos son los conciertos silenciosos que tuvieron lugar en 2011 durante el Día del Orgullo Gay, celebrado en el barrio de Chueca, Madrid. El Ayuntamiento y los organizadores se pusieron de acuerdo para realizar este tipo de conciertos después de la polémica que se produjo por la nueva ordenanza contra el ruido aprobada en la capital española y que impedía que se celebrasen dichos conciertos. Sin embargo, la iniciativa no tuvo demasiado éxito y no se ha repetido en los sucesivos eventos que se han llevado a cabo durante las celebraciones del Orgullo Gay.
En cambio, en Latinoamérica parece que estos eventos gozan de mayor aceptación y prestigio. En 2010, el músico Nicolás Arnicho presentó su espectáculo Super Plugged en el Teatro Solís de Montevideo, que fue declarado de interés cultural por el Ministerio de Educación y Cultura; tuvo tanto éxito que regresó en 2013 con una función semanal.

#### Silent gig
Dentro de los conciertos silenciosos, cabe destacar la subcategoría silent gig. Estos eventos son conciertos en los que tocan varias bandas que compiten para ver cuál de ellas tiene más público, es decir, a cuál se escucha más a través de los auriculares. A cada grupo se le dan instrumentos conectados a un transmisor de ondas de radio, no a un amplificador, de modo que los únicos sonidos que pueden escucharse al quitarse los auriculares mientras la banda toca son el débil golpeteo de la batería electrónica y la voz del cantante.
En marzo de 2008 se llevó a cabo el primer Battle of the Bands (en español, batalla de bandas) en una sala de conciertos alternativos de Cardiff, por iniciativa de Silent Arena. Los grupos competían tocando al mismo tiempo: en cada extremo de la sala había un escenario, y así los asistentes podían escoger a qué banda querían escuchar. El concurso se retransmitió por el programa de radio BBC Introducing y por el canal de televisión galés S4C.
En países como Australia estos conciertos están adquiriendo cierta fama, mientras que en España y en Latinoamérica, de momento, no se conoce ningún evento de este tipo.

### Otros eventos
Además de los ya mencionados, la idea de usar auriculares se está extendiendo a otro tipo de eventos, como proyecciones de cine o actuaciones teatrales. En el año 2009, la productora estadounidense Feral Productions, con la ayuda de la empresa SilentArena, comenzó a usar auriculares en varias performances que se llevaron a cabo en la localidad inglesa de Hereford. Estas técnicas de "teatro silencioso" (a veces llamado headphone theatre, "teatro con auriculares") se usan hoy en día en compañías de todo el Reino Unido.
En los últimos años se han empezado a usar auriculares en eventos de "cine silencioso", en los que los espectadores oyen el audio de la película a través de unos auriculares. Hace ya unos años que la empresa Rooftop Film Club organiza la emisión de películas en espacios públicos de Londres haciendo uso de auriculares. En Barcelona, la empresa SilentArena organizó varias proyecciones durante el festival Primavera Sound del 2013.
La compañía de ópera Silent Opera también usa un método parecido: en sus actuaciones, los espectadores pueden escoger entre oír la música en directo, con apenas seis instrumentos, u oír una grabación con toda una orquesta tocando la misma música.